# 寺田農
寺田 農（てらだ みのり、1942年〈昭和17年〉11月7日 - 2024年〈令和6年〉3月14日）は、日本の俳優、声優。本名同じ。最終所属は株式会社CESエンタテインメント。

## 来歴

### 生い立ち
1942年11月7日、洋画家の寺田政明の長男として誕生。本名の「農」（みのり）は、父 政明により、後漢の詩碑にある一文字から名付けられた。
東京府東京市（現在の東京都）豊島区椎名町生まれで、幼少期に板橋区常盤台に転居。このため、媒体によって豊島区出身または板橋区出身、とされる。
5歳のころに板橋区常盤台に引っ越し、遊びの一環として絵を描き始める。父に絵を教わったことはなかったが、小学2年生に描いたカレイの絵が文部大臣賞に選ばれた。しかし小学3年生になるとサッカーを始めたり、カントリー&ウエスタンを聴くようになり、絵の興味は薄れた。

### 学生時代
中高時代はサッカー部でキャプテンを務めた。東京都立志村高等学校1年生のころにアルフレッド・ヒッチコックの映画『めまい』を観て、主演女優のキム・ノヴァクに憧れた。当時父が新聞小説の挿絵を描いていた関係から、家にはよく新聞記者が出入りし、尾崎士郎などの作家も時々訪れていた。この影響を受け、当時の将来の夢は新聞記者になることだった。
記者を目指して早稲田大学第二政経学部の入試面接を受けると、面接官の教授が偶然同大学サッカー部部長だった。その人物から内申書を見ながら「君はサッカー部に入りたくて早稲田を受けたのか?」と聞かれ、とっさに「もちろんです!」と答えた。このやりとりもあって同大学に合格し、面接で言った手前、入学後はサッカー部に入部した。ただし強豪チームだったため、予想以上に練習が厳しかった。
1961年19歳の頃、文学座研究生となった事から、2年生の時点で早稲田大学第二政治経済学部中退。

### 俳優・声優として
1961年、文学座附属演劇研究所に第一期生として入所。同期に岸田森、草野大悟、橋爪功、樹木希林（悠木千帆）、小川眞由美、北村総一朗などがいる。当時18歳の寺田と樹木は、第一期生の中で一番年下だった。
1961年の暮れ、研究生時代に『十日の菊』（三島由紀夫 作）文学座での初公演で初舞台を踏む。
1964年に劇団雲の研究生となり、1965年には五所平之助の監督作品『恐山の女』（松竹）で映画デビュー。同年のテレビドラマ『青春とはなんだ』（日本テレビ系）、翌年の『これが青春だ』などの学園ドラマで人気を得て、新進気鋭の俳優として注目を集める。
1968年、岡本喜八の監督映画『肉弾』の主演に抜擢され、第23回毎日映画コンクール男優主演賞を受賞。翌1969年の映画『赤毛』にも起用され、これら岡本作品で存在感を示したことをきっかけに仕事が増えた。その後も岡本監督作品には常連として多数起用された。1970年、劇団雲を退団。
1970年の『無常』を機に監督した実相寺昭雄にも重用されたほか、1981年の相米慎二の監督映画『セーラー服と機関銃』への出演以降、相米から信頼され、相米作品の常連俳優となる。1985年の相米作品の『ラブホテル』では2作目となる主役を演じ、第7回ヨコハマ映画祭主演男優賞を受賞した。以後も個性派の性格俳優として多くの映画、テレビドラマで活躍。
ナレーターとしても起用が多く、声優としては1986年公開のスタジオジブリ作品である『天空の城ラピュタ』（以下、『ラピュタ』）のムスカ大佐役が有名。
2008年、東海大学文学部特任教授に就任。「現代映画論」「演劇入門」「戯曲・シナリオ論」の各科目を担当する。

### 晩年 - 死去
2016年、オーチャードホールにおいて行われた先述の『ラピュタ』のフルオーケストラによるコンサートに、ヒロインのシータ役の声優 よこざわけい子と共にゲスト出演した。
2021年、映画『信虎』の武田信玄の父である武田信虎役で自身3度目、および36年ぶりとなる主演を務めた。
2024年3月14日未明、肺がんのため東京都内で死去した。81歳没。墓所は八王子市の上川霊園。

## 人物

### 『ラピュタ』のムスカ役
『天空の城ラピュタ』以前は外国映画の吹き替えを何度か経験したが、アニメ作品ではそれが初めてだった。本作品の後半の収録時は絵が未完成だったため、“15秒でこのセリフを言って下さい”などと指示を受け、時計を見ながら声を吹き込んだ。劇中のムスカの台詞は、公開後から頻繁に物真似されるようになった。
東海大学の特任教授になった際、教え子たちからよく「ムスカやってください」と言われた。しかし、本人は「当時、2日で録ったからほとんど覚えていなかった」とのことで、「そのキャラクターはどんな台詞があるんだい?」と訊き返したという。後述の事情で『ラピュタ』とは長い間にわたって距離を置いていたため、出演した時の演技感覚をすっかり忘れてしまっており、教え子たちからは「似ていない」と言われることが多かったという。また、2016年の『ラピュタ』のコンサートでは約2000人の前で劇中曲に合わせ、よこざわけい子と名場面の台詞を披露した。それまで『ラピュタ』を一度も見ていなかったため、練習では周りの人と話が噛み合わなかったという
後日、娘が持つ本作品のDVDを借りて初めて鑑賞して復習し、「3つくらいなら台詞を言えるようになった」とのこと。なお、寺田は『ラピュタ』に出演した際、演技について宮﨑駿と揉めたという。その関係もあり、トラウマとなったことで公開後もまったく『ラピュタ』を観ることは無かったという。このことから寺田は、声優業は専門の教育を受けた役者（いわゆる本業声優）が演じるべきであると論じている。現在は上述の経緯や娘から勧められたこともあってトラウマを克服しているという。

### 考え方
文学座時代に芥川比呂志から演技をする上で、「とにかく色んな本を読め」と「恋をしろ」ということを教わった。寺田によると、「恋をすれば心がときめく。情熱も嫉妬も恨みつらみも、涙も笑顔も全ての感情は恋に凝縮される」とのこと。
役者としては、"偉大なるアマチュア"を自称している。寺田本人は後年「オレは飽きっぽいし、すぐ目移りする。今（2023年1月現在）に至るまで自分の意志で“かくありたい”と思って生きたことがない。そういう意味では俺はプロじゃない」と語っている。
若いころから「我慢、苦労、忍耐、努力」などの言葉が大嫌いである。
「オレの役者としての色は、監督ごとのイメージで色々変わる」と自己評価しており、過去にNHKの番組で"カメレオン俳優"と紹介されたこともあるとのこと。
本人によると「楽しい夢（役者業）を見てときめいていたい。生きている時は夢を見ている時、死ぬ時は夢が終わる時だと、いつも思っている」とのこと。

### 私生活
私生活では1970年に高橋紀子と結婚したが、2006年に離婚。その後、2011年、一般女性と再婚。
2012年3月12日、再婚前に長く内縁関係にあった別の女性から婚約不履行を理由に慰謝料5000万円と弁護士費用500万円を求めて東京地方裁判所に提訴された（のちに和解）。

## エピソード

### 文学座研究生オーディション
1961年に友達に誘われ、冷やかし程度に気軽に文学座の研究生オーディションに参加。それまで、たまに映画を見ていたが芝居には特に興味はなく、舞台（演劇）も見たことがなかった。面接官にひとり見覚えがある人がいたため、他の受験生に「あの人誰だっけ?」と聞くと、「杉村春子先生だぞ」と呆れられた。
声楽の試験では、後に世界的指揮者となる若杉弘のピアノ伴奏て各受験者が得意なクラシック曲を歌った。しかし本人の十八番はカントリー&ウエスタンで、若杉から伴奏できないと言われたため、寺田は急遽ギターを借りて弾き語りした。
朗読の試験では、シェイクスピアの『ハムレット』の「第一独白」の中の読み仮名を数個面接官に聞いた時点で、「キミ、朗読はもういいです」と告げられた。しかしその課題終了間際、面接官の俳優 芥川比呂志から「大きい声出せますか？」と聞かれた。思いっきり声を張り上げて試験を終えた結果、芥川が他の面接官たちに口添えしたことで合格が決まった。

### 対人エピソード
- 弟子として面倒を見た付き人に椎名桔平がいる[23]。本人は後年、椎名について「師匠らしいことは特に何もしていない」と語っている[注 9]。ただし、実際には3年くらい椎名と色々な撮影現場で一緒に過ごし、親交のある監督たちに端役での起用を頼むなど目をかけていた[注 10]。
- 1964年のドラマ『でっかく生きろ!』（TBS系）で共演した古今亭志ん朝とよく飲み歩き[4]、親友となった[4]。
- 1970年のNHKの時代劇『男は度胸』で三木のり平と共演し[24]、30歳ころのり平の舞台『おれは天一坊』の山内伊賀亮（やまのうちいがのすけ）役を依頼された[4]。「共演経験はあったものの、気難しい彼とそれまでちゃんと話したことはなく出演を迷った[4]」ため親友の志ん朝に相談すると[注 11]、「農ならきっと先生と合う。アタシが面倒みるから絶対におやんなさい。断ったりしたら縁を切るよ！」と発破をかけられ出演を決めた[4]。本番ではのり平の芝居で客が大爆笑すると、劇場が揺れる感覚を目の当たりにして「あぁこれが役者なんだ」と感銘を受けた[24]。この舞台で役者業の面白味に気付いたことから、1999年に彼が亡くなるまで共に舞台に立ち続けた[24]。このためのり平を「役者としてのオレの師匠」と位置づけている[4]。
- 岡本喜八や相米慎二、実相寺昭雄など数多くの映画監督と親交があり、彼らの作品の常連としても知られる[25][26]。

### その他のエピソード
- 1961年の文学座での初舞台『十日の菊』への出演は、愚連隊のような役に「ちょうどいいのがいる」と当時研究生の寺田に白羽の矢が立ち出演が決まった。その稽古では、演出家から"バカヤロー!"と怒鳴られたことに腹を立て帰ろうとしたが、先輩俳優の山崎努から「我慢しろ。芝居作りっていうのはこういうモンなんだ」となだめられ、何とか稽古を続けた[4]。本番終了後、三島由紀夫から「実にイキイキしていた。素晴らしい!」と褒められ、以後の舞台でも役をもらえるようになり、稽古に忙しくなったため大学を中退した[4]。
- 1967年の岡本喜八の映画『日本のいちばん長い日』の出演者候補になり、扮装テスト[注 12]もしたがスケジュールがズレてしまい、先に決まっていた舞台と日程が重なり出演には至らなかった。
- 芸能界を代表する読書家としても著名[27]。
- 10代のころからサッカーへの造詣が深く[28]、自ら試合でプレーするのが大好きで、芸能人サッカーチーム「ザ・ミイラ」には1980年代から所属[29]。また、自らの草サッカーチーム「インポッシブル・ドリーム」も率いていた[4]。前田秀樹（元水戸ホーリーホック監督、現東京国際大学サッカー部監督）と懇意。古河電気工業サッカー部並びにその後身チームであるJリーグ・ジェフユナイテッド市原・千葉のファン・サポーターであることを公言しており、イヤーブックやクラブ広報誌において、インタビューや寄稿を行っていた[30][31][32]。また、釜本邦茂は早稲田大学の後輩である[28]。
- AV監督として活動していたことがある[33]。1992年に『マイ・ブルー・ヘヴン わたし調教されました』を初監督した[34]。
- 若手時代は遅刻魔だったが、ある作品の撮影に遅刻した際、共演者の沢村貞子に「芝居が下手でも迷惑はかからないけど、遅刻は迷惑がかかるから、遅刻だけはしちゃダメなの。芝居は努力しても上手くなるとは限らないけど、努力したら遅刻はしなくなる」と注意されて以来遅刻をしなくなったという[35]。
- 好きな音楽はカントリー・ミュージックで、前述の寺田が監督したAVのタイトルもカントリーソングからきている他、学生時代は新聞記者に加えてカントリー歌手になるのが夢だったという[36][37]。
- 2006年に映画『日本沈没』と映画『日本以外全部沈没』の双方から出演依頼されていたが、どちらに出演するか悩んだ末に後者を選んだという。

## 出演（俳優）

### テレビドラマ
- でっかく生きろ!（1964年、TBS）
- ザ・ガードマン（TBS）
  - 第24話「ガードマン空へ」・第25話「続ガードマン空へ」（1965年）
  - 第75話「殺人者の館」（1966年）
  - 第99話「予告殺人」（1967年）
- 青春とはなんだ（1965年 - 1966年、日本テレビ） - 橘公夫 役
- これが青春だ（1966年 - 1967年、日本テレビ） - 杉山章 役[2]
- ウルトラシリーズ
  - ウルトラマン 第14話「真珠貝防衛指令」（1966年10月16日、TBS） - トラック運転手の助手 役
  - ウルトラマンティガ（毎日放送・TBS）
    - 第32話「ゼルダポイントの攻防」（1997年4月12日） - 根津正親 役
    - 第40話「夢」（1997年6月7日） - 宮川太郎 役

  - ウルトラマンダイナ 第37話「ユメノカタマリ」（1998年5月23日、毎日放送・TBS） - 柳瀬（センセー） 役
  - ウルトラQ dark fantasy 第24話「ヒトガタ」（2004年9月14日、テレビ東京） - 真柄太郎 役
  - ウルトラマンマックス 第24話「狙われない街」（2005年12月10日、中部日本放送・TBS） - メトロン星人 役
  - ウルトラマンジード（テレビ東京） - 朝倉錘 役
    - 第12話「僕の名前」（2017年9月23日）
    - 第13話「レストア・メモリーズ」（2017年9月30日）

  - ウルトラマンブレーザー（テレビ東京） - ドバシユウ 役
    - 第14話「月下の記憶」（2023年10月14日）
    - 第18話「そびえ立つ恐怖」（2023年11月18日）
    - 第19話「光と炎」（2023年11月25日）
    - 第24話「第3波接近襲来」（2024年1月13日）
    - 最終話「地球を抱くものたち」（2024年1月20日）
- 三匹の侍 第4シリーズ 第3話「弁天楼異聞」（1966年、フジテレビ） - 清次 役
- 銭形平次（フジテレビ）
  - 第49話「恐怖の心中」（1967年） - 佐太郎
  - 第139話「無宿者狩り」（1968年） - 伊之吉
  - 第495話「身代り鴉」（1975年） - 伊太郎
  - 第533話「ぶっつけ仁義」（1976年） - 秀次郎
  - 第607話「岡っ引きの女房」（1978年） - 音吉
  - 第877話「風は知っていた」（1984年） - 秀次郎
- 七人の刑事 第256話「二人だけの銀座」（1967年、TBS）
- 俺は用心棒 第24話「拾った道」（1967年、NET） - 八十島間太 役
- でっかい青春（1967年 - 1968年、日本テレビ） - 藤本弘 役
- 帰って来た用心棒 第17話「川の流れに」（1968年、NET） - 新吉 役
- 黒部の太陽（1969年、日本テレビ） - 脇坂 役
- 五番目の刑事 第2話「けだもの狩り」（1969年、NET） - 鈴木武 役
- 銀河テレビ小説（NHK総合)
  - 朱鷺の墓（1970年）
  - 生きて愛して（1973年） - 荻原守衛 役
- 君は海を見たか（1970年、日本テレビ） - 門馬修 役
- 男は度胸（1970年 - 1971年、NHK総合） - 山内伊賀之亮 役
- 大忠臣蔵（1971年、NET） - 勝田新左衛門 役
- おらんだ左近事件帖 第7話「生きろ! 左平次」（1971年、フジテレビ） - 九鬼半平 役
- 一心太助 第15話「花ある絶縁状」（1972年、フジテレビ） - 常次郎 役
- おれは男だ! 第41話「花嫁は黒潮にのって!」（1972年、日本テレビ)
- 木枯し紋次郎（フジテレビ）
  - 第1シーズン 第14話「水神祭に死を呼んだ」（1972年） - 洲崎の佐吉 役
  - 第2シーズン 第6話「女郎蜘蛛が泥に這う」（1972年） - 煙の千代松 役
- 大江戸捜査網（東京12チャンネル）
  - 第60話「傷だらけの決闘」（1972年） - 木原医師 役
  - 第180話「過去の恐怖を追え!」（1975年） - 政次 役
  - 第306話「懐剣返上! 涙の対決」（1977年） - 友吉 役
  - 第636話「宿命の絆 父と娘の別れ唄」（1984年） - 巳之吉 役
- 怪談 第7回「地獄へつづく甲州路」（1972年、毎日放送） - 信次郎 役
- 飛び出せ!青春 第39話「貴様と俺とは同期の桜」（1973年、日本テレビ） - 沢田ノブオ 役
- 剣客商売 第5話「妖怪小雨坊」（1973年、フジテレビ） - 小雨坊 役
- アイフル大作戦 第7話「今晩わ! 悪魔のノック」（1973年、TBS）
- 赤ひげ 第35話「生きがい」（1971年、NHK総合） - 定次 役
- 荒野の用心棒 第4話「黒い野望を砂丘に埋めて…」（1973年、NET） - 羽生彦三郎 役
- 旅人異三郎 第14話「八木節に娘心が踊った」（1973年、東京12チャンネル） - 豊吉 役
- 必殺シリーズ（朝日放送）
  - 助け人走る 第8話「女心大着服」（1973年） - 長次 役
  - 必殺必中仕事屋稼業 第21話「飛び入りで勝負」（1975年） - 銀次 役
  - 必殺仕置屋稼業
    - 第9話「一筆啓上偽善が見えた」（1975年） - 蛙亭文蝶 役
    - 第25話「一筆啓上不倫が見えた」（1975年） - 清吉 役

  - 新・必殺仕事人 第11話「主水ふてくされる」（1981年） - 善松 役
  - 必殺仕事人ワイド 大老殺し 下田港の殺し技珍プレー好プレー（1987年10月） - 鉄眼 役
  - 必殺仕事人2009 第22話「最後の大仕事!!」（2009年6月26日） - 桐ノ屋朝経 役
- 水滸伝（1973年 - 1974年、日本テレビ） - 公孫勝 役
- 伝七捕物帳（日本テレビ）
  - 第25話「天がさずけた宝もの」（1974年） - 仙三 役
  - 第152話「哭いた川面の夫婦鳥」（1977年） - 宇平 役
- おしどり右京捕物車 第10話「爆」（1974年、朝日放送） - 喜作 役
- 赤い迷路（1974年 - 1975年、TBS）
- ふりむくな鶴吉 第3話「長い夜」（1974年、NHK総合）
- 大岡越前（TBS）
  - 第4部 第15話「ともだち」（1975年1月13日） - 弥太郎 役
  - 第5部 第15話「天下御免の偽名医」（1978年5月15日） - 金次 役
- TOKYO DETECTIVE 二人の事件簿 第1話「野獣、雪山に死す」（1975年、朝日放送）
- けんか安兵衛 第2話「死んだ男が歩く街」（1975年、関西テレビ） - 平馬 役
- 江戸の旋風 第8話「入れ札女郎」（1975年、フジテレビ） - 熊吉 役
- 賞金稼ぎ 第12話「殺し屋ノーリターン」（1975年、NET） - 死神の竜 役
- Gメン'75（TBS）
  - 第1話「エアポート捜査線」（1975年） - 北斗 役
  - 第34話「警視庁の中のスパイ」（1976年） - 浜島達三 役
  - 第84話「三本指の刑事」（1976年） - 水原刑事 役
  - 第115話「午前0時・女のミステリー」（1977年） - 三上刑事 役
  - 第151話「覗き魔は猫背の男」（1978年） - 土井警視 役
  - 第196話「東京発 ひかり157号のトリック」（1979年） - 田代幸雄 役
- 前略おふくろ様（1975年 - 1977年、日本テレビ） - 片島修 役
- 長崎犯科帳 第11話「真夜中の逃亡者」（1975年6月15日、日本テレビ） - 辰吉 役
- 鬼平犯科帳'75 第22話「狐雨」（1975年、NET） - 青木助五郎 役
- 遠山の金さん 第1シリーズ 第1話「燃えろ桜吹雪」（1975年、NET） - 弥太 役
- 影同心II 第8話「妻の秘め事乱れ菊」（1975年、毎日放送・TBS） - 雲海 / 安房の竹松 役
- 俺たちの旅 第40話「やさしさだってあるのです」（1976年、日本テレビ） - 石井 役
- 夜明けの刑事 第70話「抱きつきスリ姉妹の殺意!」（1976年5月12日、TBS） - 牧村 役
- 大河ドラマ（NHK総合）
  - 風と雲と虹と（1976年） - 藤原正経 役
  - 峠の群像（1982年） - 小林平八郎 役
  - 徳川家康（1983年） - 明智光秀 役
  - 独眼竜政宗（1987年） - 大内定綱 役
  - 信長 KING OF ZIPANGU（1992年） - 浅井久政 役
  - 琉球の風（1993年） - 清水半蔵 役
  - 八代将軍吉宗（1995年） - 成瀬隼人正 役
  - 元禄繚乱（1999年） - 奥野将監 役
  - 葵 徳川三代（2000年） - 二条昭実 役
  - 武蔵 MUSASHI（2003年） - 岩間角兵衛 役
  - 江〜姫たちの戦国〜（2011年） - 浅井久政 役
- いろはの"い"（1976年 - 1977年、日本テレビ） - 野々村刑事 役
- 新・二人の事件簿 暁に駆ける!（朝日放送）
  - 第16話「見殺し!」（1976年）
  - 第24話「埋もれた青春」（1977年）
- 祭ばやしが聞こえる（1977年、日本テレビ）
- 江戸を斬るIII 第14話「嫁も姑も意地っ張り」（1977年、TBS） - 宅次 役
- 特捜最前線 第2話「故郷へ愛をこめて」（1977年、テレビ朝日） - 黒崎保 役
- 人形佐七捕物帳 第10話「罪をかぶった罪」（1977年、テレビ朝日）
- 新五捕物帳 第14話「怒りの十手に血が騒ぐ」（1978年、日本テレビ） - 喜太郎 役
- 連続テレビ小説（NHK総合）
  - おていちゃん（1978年）
  - 澪つくし（1985年） - 古川清次 役
  - 青春家族（1989年）
  - とと姉ちゃん（2016年） - 関元和四郎 役
- 若さま侍捕物帳 第16話「参上! 幻の用心棒」（1978年、テレビ朝日） - 伊三郎 役
- 大空港 第7話「暗号名 ジャッカルを追え!」（1978年、フジテレビ） - 二木三郎 役
- 太陽にほえろ! （日本テレビ）
  - 第329話「タイムリミット」（1978年） - 市木武正 役
  - 第589話「共謀」（1984年） - 田島ノブオ 役
- 判決（1978年 - 1979年、テレビ朝日） - 久富 / 田代謙吉 役
- 柳生一族の陰謀 第22話「地獄を見た女」（1979年、関西テレビ） - 神保小四郎 役
- 同心部屋御用帳 江戸の旋風IV 第21話「女房の秘密」（1979年、フジテレビ） - 軽平 役
- そば屋梅吉捕物帳 第4話「裏街道を翔ぶ男達」（1979年、東京12チャンネル） - 三浦外記 役
- 江戸の牙 第6話「撃滅 爆破計画!」（1979年、テレビ朝日） - 佐之吉 役
- 不毛地帯（1979年、毎日放送） - 塙四郎 役
- 探偵物語 第22話「ブルー殺人事件」（1980年、日本テレビ） - 浜田刑事 役
- ザ・ハングマン 燃える事件簿 第5話「死体を喰うマンション」（1980年、朝日放送） - 遠藤刑事 役
- 風神の門（1980年、NHK総合） - 板倉勝重 役
- さよならお竜さん（1980年、毎日放送）
- 江戸の朝焼け 第7話「柳橋慕情」（1980年、フジテレビ） - 本阿弥伊左衛門 役
- ピーマン白書 第8話「我は湖の子さすらいの」（1980年、フジテレビ）
- 土曜ドラマ（NHK総合）
  - 戦後史実録シリーズ / 空白の900分-国鉄総裁怪死事件-（1980年10月11日・18日） - 新聞記者 役
  - 黄昏の甘い恋歌（1994年） - 日高忠之 役
  - 大地の子（1995年） - 山田団長 役
- 小児病棟 〜カネボウヒューマンスペシャル1〜（1980年12月3日、日本テレビ） - 山賀信男 役
- 木曜ゴールデンドラマ / 氷点（1981年、読売テレビ）
- 御宿かわせみ 第1シリーズ 第20話「宵節句」（1981年、NHK総合） - 五井兵馬 役
- 斬り捨て御免! 第2シリーズ 第19話「すすり泣く尼寺」（1981年、東京12チャンネル） - 長柄九十郎 役
- 鬼平犯科帳'81 第5話「あきれた奴」（1981年、テレビ朝日） - 鹿留の又八 役
- 警視庁殺人課 第19話「恐怖のロープウェイ 死の脱出」（1981年、テレビ朝日）
- かたぐるまIII（1981年 - 1982年、日本テレビ）
- ポーラテレビ小説 / 白き牡丹に（1982年 - 1983年、TBS） - 向井源吉 役
- 君は海を見たか（1982年、フジテレビ） - 加瀬乙彦 役
- あんちゃん（1982年 - 1983年、日本テレビ）
- 火曜サスペンス劇場（日本テレビ）
  - 冷やかな情死（1984年1月24日） - 光岡昇 役
  - 女弁護士・高林鮎子13「北斗星1号複合の接点」（1993年9月14日） - 岩下徹蔵 役
  - 新・女検事 霞夕子1「ペルソナ・ノン・グラータ」（1994年5月3日） - 綾瀬伸之 役
  - 小京都ミステリー21「周防岩国殺人事件」（1997年10月21日） - 藤島警部補 役
  - 密告電話（1998年12月8日） - 鈴木浩平 役
  - 弁護士・朝日岳之助23「声なき声」（2005年5月10日） - 高野禄郎 役
- 無邪気な関係（1984年、TBS）
- 年ごろ家族（1984年、TBS）
- ニュードキュメンタリードラマ昭和 松本清張事件にせまる 第5回（1984年、朝日放送）
- 人妻捜査官 第3話「疑惑!? 制服の女が通うレズクラブ」（1984年、朝日放送）
- 事件記者チャボ! 第13話「チャボが怒ったら恐いぞ!」（1984年、日本テレビ） - 須田記者 役
- オレゴンから愛（1984年、フジテレビ） - 水沢邦雄 役
- 月曜ワイド劇場 / ピンク街の聖母たち（1984年、テレビ朝日）
- スーパーポリス 第9話「1万円札ミステリー案内」（1985年、TBS） - 仲本支店長 役
- 月曜ドラマランド「かぐや姫とんで初体験?!」（1985年7月1日、フジテレビ） - かぐや姫の父・シル 役
- 3年B組金八先生スペシャルIV「イジメられっ子 金八先生」（1985年、TBS） - 中井正敏の父親 役
- 木曜ドラマストリート / 放課後（1986年、フジテレビ）
- ライスカレー（1986年、フジテレビ） - 藤田啓一 役
- 天使のアッパーカット（1986年、TBS） - 松岡和男 役
- 土曜ワイド劇場（テレビ朝日)
  - 小樽殺人事件（1986年10月11日）
  - 軽井沢-東京・女子大生たちの危ないゲーム（1988年9月17日、朝日放送） - 検察官 役
  - みだらな喪服の美女（1994年1月8日） - 大牟田敏清 / 里見重之 役（二役）
  - 新・女弁護士 朝吹里矢子2「ビワの木の復讐」（1995年9月23日） - 梶田玄三 役
  - 家政婦は見た!15（1996年4月13日） - 大矢喬 役
  - 華やかな喪服（1998年4月4日） - 森昭平 役
  - 殺意の密室航路（2000年12月2日） - 石浜泰三 役
  - ラーメン刑事「龍」の殺人推理（2001年、朝日放送） - 篠田守 役
  - 温泉若おかみの殺人推理
    - 温泉若おかみの殺人推理10（2002年4月13日） - 桐野誠一 役
    - 温泉若おかみの殺人推理29（2015年8月1日） - 薮下弘敏 役

  - 京都殺人案内26（2003年2月15日、朝日放送） - 葛西登 役
  - 湘南探偵物語（2008年2月16日、朝日放送） - 沢木敏夫 役
  - 温泉 (秘) 大作戦（朝日放送）
    - 温泉 (秘) 大作戦6（2008年8月16日） - 萩原昇造 役
    - 温泉 (秘) 大作戦14（2014年8月16日） - 篠田大作 役

  - 交渉人・遠野麻衣子〜最後の事件（2010年6月26日） - 神尾忠則 役
  - 愛と死の境界線〜隣人との悲しき争い〜（2011年3月26日、朝日放送） - 牧橋善作 役
  - おかしな刑事7（2011年6月4日） - 菅野隆博 役
  - 東京駅お忘れ物預り所6（2013年6月29日） - 加東秀治 役
  - 火災調査官・紅蓮次郎14（2014年1月25日） - 野々村洋介 役
  - 広域警察6（2015年6月27日、朝日放送） - 清水和正 役
- 京都サスペンス / 間違い電話（1987年、関西テレビ）
- 阪急ドラマシリーズ / 赤いバッシュ!（1987年 - 1988年、関西テレビ）
- NEWジャングル 第4話「殺人者の顔」（1988年、日本テレビ） - 須藤 役
- 名奉行 遠山の金さん 第1シリーズ 第5話「闇のおんな仕事人」（1988年、テレビ朝日） - 一石屋万造 役
- はぐれ刑事純情派 （テレビ朝日）
  - 第1シリーズ 最終話「みちのく仙台・父帰る！」（1988年9月21日） - 古山修三 役
  - 第9シリーズ 第2話「安浦刑事がリストラされる!?」（1996年4月17日） - 坂口芳雄 役
  - 第15シリーズ 第14話「嫉妬殺人!? 40才違いの恋人の秘密」（2002年7月3日） - 松田邦夫 役
- 詩城の旅びと（1989年、NHK総合） - 田村記者 役
- さすらい刑事旅情編II 第11話「湯煙り伊豆に消えた美人留学生」（1989年、テレビ朝日）
- あいつがトラブル（1989年 - 1990年、フジテレビ） - 唐木隆三 役
- 月曜ドラマスペシャル→月曜ミステリー劇場→月曜ゴールデン→月曜名作劇場（TBS）
  - リトルステップ-命限り踊りたい-（1990年6月4日）
  - 天皇の料理番（1993年）
  - 監察医・薮野善次郎（1996年）
  - 浅見光彦シリーズ
    - 浅見光彦シリーズ8「鳥取雛送り殺人事件」（1997年3月10日） - 芦野鷹次郎 役
    - 浅見光彦シリーズ28「高千穂伝説殺人事件〜歌わない笛〜」（2009年10月5日） - 室口雄吾 役

  - 逆転の夏（2001年9月3日） - 串間義夫 役
  - 横山秀夫サスペンス - 尾関泰嗣 役
    - 横山秀夫サスペンス 沈黙のアリバイ（2002年7月8日）
    - 横山秀夫サスペンス 第三の時効（2003年2月24日）
    - 横山秀夫サスペンス 密室の抜け穴（2003年5月5日）
    - 横山秀夫サスペンス ペルソナの微笑（2004年5月3日）
    - 横山秀夫サスペンス 囚人のジレンマ（2004年9月13日）
    - 横山秀夫サスペンス モノクロームの反転（2005年6月13日）

  - 十津川警部シリーズ
    - 十津川警部シリーズ28「陸中海岸殺意の旅」（2003年3月24日） - 中井実 役
    - 十津川警部シリーズ39「飛騨高山に消えた女」（2008年1月7日） - 白石圭一郎 役
    - 十津川警部シリーズ54「サンライズ出雲の女 消えた似顔絵の女」（2015年4月13日） - 塚本専太郎 役

  - カードGメン・小早川茜6「特命」（2003年6月2日） - 西森和雄 役
  - 税務調査官・窓際太郎の事件簿 - 鳥越啓介 役
    - 税務調査官・窓際太郎の事件簿12（2005年1月10日）
    - 税務調査官・窓際太郎の事件簿13（2005年9月26日）

  - 検察審査会（2005年11月21日） - 清水誠一 役
  - サスペンス特別企画・黙秘（2006年8月14日） - 矢沢洋輔 役
  - 和田アキ子殺人事件（2007年2月12日） - ウェイター 役
  - 夜の終る時（2007年12月10日） - 腰木刑事 役
  - おんな風来マジシャン マリコの殺人事件簿（2010年2月8日） - 岩野靖男 役
  - 美食カメラマン 星井裕の事件簿（2010年3月1日）
  - 上条麗子の事件推理9「近江八幡・京都〜死を呼ぶ琵琶湖の謎」（2011年9月5日） - 武村雅之 役
  - 警視・深町征爾1「狼は天使の匂い」（2012年1月30日） - 鹿沼徳吉 役
  - 釣り刑事3（2012年8月27日） - 榊喬太郎 役
  - 警視庁機動捜査隊216III「命の値段」（2012年12月24日） - 城島剛三 役
  - 北海道警察3「人質」（2014年11月3日） - 楠木善男 役
  - 狩矢警部シリーズ14「京都ベリーダンス殺人事件」（2014年12月22日） - 寺嶋将吾 役
  - SP 八剱貴志（2015年8月31日） - 田崎雄吾 役
  - 横山秀夫サスペンス 刑事の勲章（2016年4月25日） - 葉山智之 役
- 旅のはじまり（1990年、NHK総合）
- 月影兵庫あばれ旅 第2シリーズ 第5話「金に転ばぬ奴がいた」（1990年、テレビ東京） - 朽木源内 役
- 心霊ドラマ 転生（1991年、毎日放送）
- 世にも奇妙な物語 / バイパスの夜（1991年、フジテレビ）
- 大逆襲! 四匹の用心棒 （1991年、テレビ朝日） - 闇の黒兵衛 役
- 金曜ドラマシアター→金曜エンタテイメント
  - 松本清張作家活動40年記念・張込み（1991年9月27日） - 横川仙太郎 役
  - 京都喰い道楽 古本屋探偵ミステリー1「井原西鶴伝説 好色一代男に秘められた謎」（2002年12月6日） - 竹内邦彦 役
  - 京都祇園入り婿刑事事件簿10（2003年5月9日） - 中尊寺猛 役
  - 無医村に花は微笑む（2006年1月27日） - 早野仙平 役
- 風車の浜吉捕物帳綴 第6話「隠し金の絵図」（1992年、フジテレビ）
- 花王 愛の劇場 / 私の生徒は12人（1992年、TBS）
- 鬼平犯科帳 第4シリーズ 第3話「盗賊婚礼」（1992年12月16日、フジテレビ） - 鳴海の繁蔵 役
- 清左衛門残日録 第11話「立会い人」（1993年、NHK総合） - 納谷甚之丞 役
- 徳川武芸帳 柳生三代の剣（1993年、テレビ東京） - イルマン寿庵 役
- もう涙は見せない（1993年、フジテレビ） - 郭泰陽 役
- 企業病棟（1994年、NHK総合） - 高梨総務部長 役
- 外科医柊又三郎（1995年、テレビ朝日）
- 未成年（1995年、TBS） - 梅原幹雄 役
- 松本清張ドラマスペシャル・白い闇（1996年、テレビ東京） - 白木 役
- 東京龍 TOKYO DRAGON（1997年8月25日 - 28日、NHK BS） - ゼネコン役員 役
- 影武者徳川家康（1998年、テレビ朝日） - 島左近 役
- 金さんVS女ねずみ 第10話「隠密同心殺人事件」（1998年、テレビ朝日） - 神崎采女 役
- 恋はあせらず（フジテレビ） - 田所周平 役
  - 第10話「ピンチはチャンス」（1998年6月17日）
  - 第11話「サヨナラ」（1998年6月24日）
  - 最終話「夢は、かなう」（1998年7月1日）
- 蒼い記憶 Innocent Blue 沖縄編（1998年、テレビ東京） - 文夫 役
- 傷だらけの女（関西テレビ・フジテレビ） - 猿渡浩平 役
  - 連続ドラマ（1999年4月13日 - 6月22日）
  - スペシャル（1999年12月28日）
- 隠密奉行朝比奈 第2シリーズ 第1話「南国土佐 よみがえる海賊船」（1999年、フジテレビ） - 弥平次 役
- 愛の流星（1999年、東海テレビ・フジテレビ） - 白川啓介 役
- 月下の棋士（2000年、テレビ朝日） - 刈田升三 役
- 雨に眠れ（2000年、TBS） - 吉行医師 役
- ストレートニュース（2000年、日本テレビ） - 古賀検事 役
- 花村大介（関西テレビ・フジテレビ） - 島崎道雄 役
  - 第1話「人生は気合いとハッタリだ!!」（2000年7月4日）
  - 第2話「ウソの写真 手錠の謎」（2000年7月11日）
- 世にも奇妙な物語 「僕は旅をする」（2001年1月1日、フジテレビ） - 田代克也・ひとみの父 役
- 菊次郎とさき（2001年1月6日、テレビ朝日） - 天宮部長 役
- HERO 第1シリーズ 第7話「君に会えてよかった」（2001年2月19日、フジテレビ） - 綿貫耕一郎 役
- 剣客商売 第3シリーズ 第1話「手裏剣お秀」（2001年6月5日、フジテレビ） - 杉原左内 役※藤田まこと版
- ルージュ（2001年8月28日 - 10月9日、NHK総合） - 桜木専務 役
- RED（2001年10月2日 - 12月28日、東海テレビ・フジテレビ） - 芹川竜也 役
- TRICK2 エピソード5「妖術使いの森」（2002年、テレビ朝日） - 柳田黒夫 役
- サラリーマン金太郎3（2002年、TBS） - 丸山登 役
- 刑事☆イチロー（2003年、TBS） - 袋井次郎 役
- 女と愛とミステリー（テレビ東京）
  - 小早川警視正シリーズ1（2002年） - 宗方芳斎 役
  - 警視庁・樋口警部補（2003年 - 2004年） - 天童 役
  - パートタイム探偵2（2004年） - 藤江修太郎 役
  - 猪熊夫婦の駐在日誌1（2004年） - 三浦治朗 役
- 水戸黄門（TBS）
  - 第33部 第6話「忍びの里宿命の対決 -伊賀-」（2004年5月24日） - 柘植幻斉 役
  - 第36部 第16話「銘酒を守った頑固者 -広島-」（2006年11月20日） - 浅野光晟 役
  - 第38部 第18話「駆け落ち妻の目に涙 -駿府-」（2008年5月19日） - 柿島屋儀兵衛 役
  - 第43部 第20話「裏切り者は誰だ!? -日光-」（2011年12月5日） - 峯田伊右衛門 役
- 財政の天才 幕末を駆ける 〜山田方谷・奇跡の藩政改革〜（2004年、NHK総合） - 山田方谷 役
- スカイハイ2 第一死「星に願いを」（2004年1月16日、テレビ朝日） - 小山田茂 役
- 海峡を渡るバイオリン（2004年、フジテレビ） - 糸川英夫 役
- アイ'ム ホーム 遥かなる家路（2004年、NHK総合） - 精神科医 役
- ドラゴン桜（2005年、TBS） - 芥山龍三郎 役
- ケータイ刑事 銭形舞 第2話「アモーレ! 〜イタリア語教室殺人事件〜」（2005年、BS-i）
- 水曜ミステリー9（テレビ東京）
  - 松本清張特別企画・渡された場面（2005年4月20日） - 小寺康司 役
  - 信濃のコロンボ事件ファイル11「埋もれ火」（2006年4月5日） - 河島孝之 役
  - 芸者小春姐さん奮闘記2「赤い折鶴殺人事件」（2006年5月3日） - 黒岩浩介 役
  - 捜査検事・近松茂道12「新潟〜佐渡殺人航路」（2012年8月22日） - 黒川嗣郎 役
  - さすらい署長 風間昭平10「すみだ業平橋殺人事件」（2013年） - 権藤喜一 役
  - みちのく麺食い記者 宮沢賢一郎3「誤認」（2014年7月30日） - 小栗俊平 役
- 科捜研の女（テレビ朝日）
  - 新・科捜研の女3 第1話「京都の祭りに人が死ぬ!! 祇園祭りを襲う二つの事件！致死率100%の細菌テロ!! マリコが刺された！山鉾町の連続殺人!!」（2006年7月6日） - 三浦正太郎 役
  - 正月スペシャル（スペシャル9）（2017年1月3日） - 矢野正司 役
  - season19 第5話「50年前から来た客」（2019年5月16日） - 平松恭一郎 役
- 怨み屋本舗（テレビ東京） - 権藤徳男 役
  - 第11話「特権階級」（2006年9月22日）
  - 最終話「怨み屋の正体」（2006年9月29日）
- 忠臣蔵 瑤泉院の陰謀（2007年、テレビ東京） - 堀部弥兵衛 役
- 怪奇大作戦 セカンドファイル（2007年、NHK BShi） - 町田大蔵 役
- 夏雲あがれ（2007年6月 - 7月、NHK総合） - 天野能登守 役
- 刺客請負人 第1話「その浪人凄腕につき 松葉刑部登場」（2007年、テレビ東京）
- ジャッジ 〜島の裁判官奮闘記〜 - 平正明 役
  - ジャッジ 〜島の裁判官奮闘記〜（2007年10月6日 - 11月10日）
  - ジャッジII 〜島の裁判官奮闘記〜（2008年10月25日 - 11月22日）
- 夕陽ヶ丘の探偵団（2007年12月、NHK教育） - サブマリン博士 役
- 4姉妹探偵団 第6話「温泉で復讐!? 混浴露天風呂の秘密…」（2008年2月22日、テレビ朝日） - 三宅光三郎 役
- 密命 寒月霞斬り（2008年4月、テレビ東京） - 寺村重左衛門 役
- 落日燃ゆ（2009年3月15日、テレビ朝日） - 寺内寿一 役
- 絶対彼氏〜完全無欠の恋人ロボット〜 最終章スペシャル（2009年3月24日、フジテレビ） - 岩田周五郎 役
- 仮面ライダーW（2009年9月 - 2010年8月、テレビ朝日） - 園咲琉兵衛 役
- 柳生武芸帳（2010年1月2日、テレビ東京） - 大久保彦左衛門 役
- 咲くやこの花（2010年1月9日 - 3月13日、NHK総合） - 門田伯奢守稲葉 役
- BUNGO -日本文学シネマ-『富美子の足』（2010年2月22日、TBS） - 塚越 役
- 新・警視庁捜査一課9係 season2 最終話「ヒミコ強奪」（2010年9月15日、テレビ朝日） - 池波健也 役
- フェイク 京都美術事件絵巻（2011年1月4日 - 2月8日、NHK総合） - 須藤安太郎 役
- 年末スペシャルドラマ・帰郷（2011年12月23日、TBS） - 佐山滋 役
- Wの悲劇（2012年4月 - 6月、テレビ朝日） - 和辻与兵衛 役
- 金曜プレステージ（フジテレビ）
  - 浅見光彦シリーズ44「砂冥宮」（2012年4月27日） - 大脇忠暉 役
  - 警察庁特別監察官 氷の女・氷室透子「告発〜ある女性警察官の死」（2014年7月11日） - 氷室銀之助 役
- 白虎隊〜敗れざる者たち（2013年1月2日、新春ワイド時代劇、テレビ東京） - 田中土佐 役
- ドクターX〜外科医・大門未知子〜 第2シリーズ 第2話「私なら切れます。死なせません。絶対に失敗しないので」（2013年10月24日、テレビ朝日） - 二宮欽也 役
- 影武者 徳川家康（2014年1月2日、新春ワイド時代劇、テレビ東京） - 榊原康政 役
- 鬼平外伝 老盗流転（2014年1月4日、時代劇専門チャンネル） - 赤不動の嘉兵衛 役
- 松本清張 球形の荒野（2014年3月9日、BS日テレ） - 滝良精 役
- 獣医さん、事件ですよ 第9話（2014年8月28日、読売テレビ） - 玉木一也 役
- 大岡越前 （NHK BSプレミアム）
  - 第3話（2014年10月17日） - 六兵ヱ 役
  - 第3期（2016年）から - 吉本作左ヱ門 役
- 限界集落株式会社（2015年1月31日 - 2月28日） - 菅原源 役
- アイムホーム 第3話（2015年4月30日、テレビ朝日） - 野沢和也 役
- 京都人情捜査ファイル 第2話（2015年5月7日、テレビ朝日） - 越坂鉄幹 役
- ちゃんぽん食べたかっ!（2015年） - 宮下康平 役
- 金曜プレミアム （フジテレビ）
  - 名探偵 神津恭介2「呪縛の家」（2015年7月10日） - 倉橋圭市郎 役
  - 松本清張スペシャル 一年半待て（2016年4月15日） - 栗原英彦 役[38]
- 孤独のグルメ Season5 第1話（2015年10月3日、テレビ東京） - 佐古田 役
- ドラマスペシャル 家政婦は見た! 第2作（2015年12月5日、テレビ朝日） - 樋口巡査部長 役
- ドラマスペシャル・佐方貞人シリーズ（テレビ朝日） - 大河内定和 役
  - 検事の死命（2016年1月17日）
  - 検事の本懐（2016年12月3日）
- 松本清張特別企画 喪失の儀礼（2016年3月30日、テレビ朝日） - 山科伊佐緒 役
- 立花登青春手控え 第5回（2016年6月10日、NHK BSプレミアム） - 捨蔵 役
- スペシャルドラマ・老人ホーム「ハッピー・ロード」愉快な仲間たちの事件簿」（2016年9月11日、テレビ東京） - 佐々木淳史 役
- 探偵少女アリサの事件簿（2017年1月28日、テレビ朝日） - 安東喜一郎 役
- スリル!〜赤の章・黒の章〜（2017年） - 大道宗介 役
- 山本周五郎時代劇 武士の魂 第9話「野分」（2017年8月8日、BSジャパン） - 戸沢正陟 役
- 読売テレビ開局60年記念スペシャルドラマ・天才を育てた女房（2018年2月23日、読売テレビ） - 岡寛治 役
- 犯罪の回送（2018年） - 福島恒夫 役
- 昔話法廷 第9話「ブレーメンの音楽隊」裁判（2018年、NHK Eテレ） - ロバ 役（声の出演）
- BARレモン・ハート 大晦日スペシャル（2018年12月31日、BSフジ） - マスターの師匠 役
- 水戸黄門 第2シリーズ（BS-TBS） - 清水勘解由 役
  - 第1話「じゃじゃ馬姫と九州路 -水戸〜中津-」（2019年5月19日）
  - 第2話「鶴がつむいだ兄妹愛 -朝倉-」（2019年5月26日）
  - 第7話「海を越えた異国の娘 -長崎-」（2019年7月7日）
  - 第9話「風雲急を告げる熊本城 -熊本-」（2019年7月28日）
- いのちの再建弁護士 会社と家族を生き返らせる（2019年） - 立木繁 役
- びしょ濡れ探偵 水野羽衣 最終話（2019年9月19日、テレビ東京） - 大親分 役
- 江戸前の旬 season2（BSテレ東） - 新見清次郎 役
  - 第1貫「一生涯寿司修行の道! さらなる高みへ」（2019年10月19日）
  - 第2貫「親子二代の穴子のツメ」（2019年10月26日）
  - 第3貫「伝統寿司と変わり創作寿司」（2019年11月2日）
  - 第4貫「母さんのバラちらし」（2019年11月9日）
  - 第5貫「伝統の江戸前寿司とは」（2019年11月23日）
- ハル〜総合商社の女〜 第2話「10億超!? 病院買収 医療界のドン落とせ! 元夫は敵か味方か!?」（2019年10月28日、テレビ東京） - 小笠原隆一 役
- ミステリー特別企画・特命おばさん検事! 花村絢乃の事件ファイル6（2019年12月20日、テレビ東京） - 桑本浩輔 役[39]
- 日曜プライム（テレビ朝日）
  - ドラマスペシャル・陰陽師（2020年3月29日） - 浄蔵 役
- 刑事7人 Season9 第4話「正義」（2023年6月28日、テレビ朝日） - 福地幾三 役

### 映画
東宝
- 自動車泥棒（1964年10月4日） - 朝雄 役
- 赤毛（1969年、三船プロとの共同） - 三次 役
- 大日本スリ集団（1969年） - 平一郎 役
- 栄光への反逆（1970年
- 東宝8.15シリーズ
  - 激動の昭和史 軍閥（1970年） - 藤井記者 役
  - 激動の昭和史 沖縄決戦（1971年） - 吉田中尉 役

- 英霊たちの応援歌 最後の早慶戦（1979年、東京12チャンネルとの共同） - 航空基地飛行長 役
- ブルージーンズ メモリー（1981年） - ヨットの船長 役
- 駅 STATION（1981年） - 力石 役
- 飛鳥へ、そしてまだ見ぬ子へ（1982年）
- 南十字星（1982年） - 宇野大尉 役
- ションベン・ライダー（1983年） - 木村 役
- 刑事物語2 りんごの詩（1983年） - 鳴海友幸 役
- 夜叉（1985年） - 組員 役
- 雪の断章 -情熱-（1985年）
- トットチャンネル（1987年） - 沖田敬 役
- ドン松五郎の大冒険（1987年） - 南田刑事 役
- 帝都物語（1988年） - 大河内正敏 役
- 姐御（1988年） - 古溝康彦 役
- …これから物語 〜少年たちのブルース〜（1988年） - 田村光二郎 役
- 奇跡の山 さよなら、名犬平治（1992年） - 精神科医 役
- キャンプで逢いましょう（1995年） - 岩本 役
- ドラゴンヘッド（2003年） - 安藤 役
- 風の舞 〜闇を拓く光の詩〜（2003年） - ナレーター ※ドキュメンタリー映画
- アンフェア the movie（2007年） - 警視総監 役

松竹
- 出来ごころ（1933年、松竹キネマ） - サイレント映画、再公開は弁士として倍賞千恵子と共に担当。
- 恐山の女（1965年） - 戸田勘二郎 役
- 再会（1975年） - 立木 役
- ええじゃないか（1981年） - 伊集院主馬 役
- 魚影の群れ（1983年、松竹富士）
- ウルトラQ ザ・ムービー 星の伝説（1990年） - 山根報道部長 役
- バカヤロー!4 YOU! お前のことだよ 第三話「サギるなジャパン」（1991年） - ママ 役
- GONIN2（1996年） - 蘭のパトロン 役
- ご存知!ふんどし頭巾（1997年） - 中年男 役
- 学校III（1998年） - 斉藤先生 役
- あ、春（1998年） - トラックの運転手 役
- 嫌な女（2016年） - 橋本敬一郎 役

大映
- 眠狂四郎人肌蜘蛛（1968年） - 薬師寺兵吾 役
- 座頭市と用心棒（1970年、勝プロとの共同） - ちんぴら余吾 役
- 宇宙の法則（1990年） - 中村 役

ATG
- 肉弾（1968年） - 主演・あいつ 役
- 無常（1970年）
- 津軽じょんがら節（1973年） - 豊 役
- あさき夢みし（1974年） - 霧の暁 役
- 近頃なぜかチャールストン（1981年） - 殺し屋・飯室 役

東映
- 日本の首領 完結篇（1978年） - 宮原宏 役
- 野性の証明（1978年、角川映画との共同） - ゲリラのリーダー 役
- 赤穂城断絶（1978年） - 大高源 役
- 真田幸村の謀略（1979年） - 霧隠才蔵 役
- ミスターどん兵衛（1980年） - 監督・竜岡 役
- 徳川一族の崩壊（1980年） - 松平恭次郎 役
- 制覇（1982年） - 大野木安司
- セーラー服と機関銃（1981年、角川映画、キティ・フィルムとの共同） - 萩原 役
- ヘッドフォン・ララバイ（1983年） - 日野 役
- 里見八犬伝（1983年、角川映画との共同） - 犬村大角 役
- 晴れ、ときどき殺人（1984年、東映セントラルフィルム） - サングラスの男 役
- 野蛮人のように（1985年）
- 卒業プルーフ（1987年） - 榊原学生部部長 役
- 花園の迷宮（1988年） - 原田刑事 役
- オルゴール（1989年） - 阿南勝成 役
- 獅子王たちの夏（1991年） - ソフトを買う助教授 役
- ご挨拶 第1話「イロイロ、ありまして」（1991年、東映アストロフィルム）
- きけ、わだつみの声 Last Friends（1995年） - 司令官 役
- 現代仁侠伝（1997年） - 平沢丈吉 役
- プライド・運命の瞬間（1998年） - 重光葵 役
- 俺は、君のためにこそ死ににいく（2007年） - 坂東真太次 役
- 仮面ライダーシリーズ（東映） - 園咲琉兵衛 役
  - 仮面ライダー×仮面ライダー W&ディケイド MOVIE大戦2010（2009年）
  - 仮面ライダーW FOREVER AtoZ/運命のガイアメモリ（2010年）

- 忍たま乱太郎 夏休み宿題大作戦!の段（2013年） - 木耳良兼 役
- 犬鳴村（2020年） - 山野辺 役
- 人権問題啓発映画『ホーム』（2021年）

日本ヘラルド
- 歌麿 夢と知りせば（1977年、太陽社との共同） - 影師申吉 役
- 時計 Adieu l'Hiver（1986年） - 川島英二 役
- 瀬戸内少年野球団・青春篇 最後の楽園（1987年） - 堂上 役

日活（にっかつ）
- 暗室（1983年） - 津野木（山野井） 役
- うれしはずかし物語（1988年） - 三国裕介 役
- 借王シリーズ
  - 借王 THE MOVIE 沖縄大作戦（1999年） - 最上雄作 役
  - 借王 ファイナル（2002年） - はんこ屋 役

- 旅の途中で FRADA（2002年）
- ユメ十夜「第一夜」（2007年）

ディレクターズ・カンパニー
- ラブホテル（1985年） - 村木哲郎 役
- 台風クラブ（1985年） - 清水留造 役

ヘラルド・エース
- 四月怪談（1988年） - 国下耕作 役
- 夏の庭 The Friends（1994年） - 谷口コーチ 役

アルゴプロジェクト
- ありふれた愛に関する調査（1992年） - 初老の男 役
- 夜がまた来る（1994年） - 池島政信 役

シネカノン
- 幻の光（1995年、テレビマンユニオンとの共同） - 刑事 役
- 風花（2001年） - 廉司の父 役
- 昭和歌謡大全集（2003年） - 刑事 役
- 透光の樹（2004年）

ギャガ
- センチメンタル・シティ・マラソン（2000年、ギャガ・コミュニケーションズ） - 元締X 役
- 嘘八百（2018年、ギャガ） - 絹田昭太郎 役

ビターズ・エンド
- サイドカーに犬（2007年） - 釣堀屋主人 役
- ぐるりのこと。（2008年） - 吉住栄一 役

彩プロ
- 東京ノワール（2018年） - 藤堂刑事 役
- 信虎（2020年11月） - 主演・武田信虎 役

その他
- 森の向う側（1988年、野村企画） - 彼 役（声）
- ガッデム!!（1991年、ジャパンホームビデオ）
- くれないものがたり（1992年、パイオニアLDC） - 室井秋伍 役
- 東京龍 TOKYO DRAGON（1997年、エースピクチャーズ） - ゼネコン役員 役
- D坂の殺人事件（1998年、東京テアトル） - 秋村修平 役
- 隧穴幻想 トンカラリン夢伝説（1998年） - 首長 役
  - 熊本物語（2002年、株式会社ブルックス）※上記収録オムニバス映画

- 柔らかな頬（2001年、BS-i＝オフィス・シロウズ）
- ハッシュ!（2001年11月24日、シグロ）
- 異形ノ恋（2002年、パル企画）
- オー・ド・ヴィ（2003年、アミューズピクチャーズ）
- 明日をつくった男 田辺朔郎と琵琶湖疏水（2003年、虫プロダクション）
- 秘密の花園（2004年、ケイエスエス） - 小暮健一郎 役
- ハサミ男（2005年、メディアボックス）
- 乱歩地獄 「鏡地獄」（2005年、アルバトロス・フィルム） - 浪越警部 役
- ストーンエイジ（2006年、シー・メイクス）
- 日本以外全部沈没（2006年、クロックワークス） - 田所博士 役
- 九転十起の男 浅野総一郎の青春（2006年、Sazanami） - 浅野総一郎 役（老年期）
- シルバー假面（2006年、ジェネオンエンタテインメント） - 弁士 役
- 南京の真実・第一部「七人の死刑囚」（2008年、チャンネル桜エンタテインメント） - 広田弘毅 役
- yoriko-寄子-（2008年、レッドライスメディウム） - 鹿島 役
- 刀狩るもの 〜二本松の冒険〜（2008年、日本スカイウェイ、ブロードウェイ）
- 次郎長三国志（2008年、角川映画） - 猿屋の勘助 役
- ミスミソウ（2018年、ティ・ジョイ） - 野崎満雄 役
- 麻雀覇道伝説 天牌外伝（2018年） - おっちゃん 役
- ニッポニア・ニッポン（2019年、ラピュタ阿佐ヶ谷） - 村井助 役
- 夢の雫と星の花（2022年）
- 映画（窒息）（2023年） - 行商人 役

### 舞台
- 十日の菊（1961年）
- 唐人お吉
- おしん
- 濹東綺譚
- 五瓣の椿
- 放浪記
- 本当の私を捜して
- 池袋わが町（2008年）
- ロミオとジュリエット（2009年）
- 魔笛（2010年）

### Vシネマ
- ベレッタM92F 凶弾（1990年、東映ビデオ） - 青竜会幹部 梶本組組長 梶本直也 役
- 女囚さそり 殺人予告（1991年、東映ビデオ） - 海津 役
- 2人のマジカル・ナイト（1991年、東映ビデオ）
- DOOR II TOKYO DIARY（1991年、徳間ジャパンコミュニケーションズ） - 橋本 役
- 実相寺昭雄の不思議館（1992年、バンダイビジュアル） - 常盤台蓑作博士 役
  - 実相寺昭雄のミステリーファイル（1997年、エアフィールド） - 常盤台蓑作博士 役
- とられてたまるか!（1992年、東映ビデオ）
- ネオ極道伝 KIZA（1993年、ケイエスエス）
- OL博徒 緋牡丹のお龍（1994年、SHSプロジェクト）
- 妖女伝説セイレーン2（1994年、円谷映像）
- 企業戦士 YAMAZAKI（1995年、SHSプロジェクト）
- 闘牌伝アカギ（1995年、竹書房） - 安岡 役
  - 雀魔アカギ（1997年、竹書房） - 安岡 役
- 夢で逢いましょう（1996年、ピンクパイナップル）
- 悪名伝（1996年、東北新社）
- XX（ダブルエックス） 美しき獲物（1996年、東映ビデオ） - 紀子の先輩の警官ミヤモト 役
- 「守ってあげたい」より 女教師・禁じられた情事（1996年、ジャパンホームビデオ）
- 監禁逃亡 性奴隷（1997年、ジャパンホームビデオ）
- まどかの探偵物語 赤い薔薇のエロス（1998年、h.m.p/Vアダルトシネマ〈銀河映像〉）
- 平成残侠伝 狼が斬る!（1998年、東映ビデオ）
- 性霊伝説 時を彷徨う愛（1999年、h.m.p/Vアダルトシネマ〈銀河映像〉）
- 真夜中の女 〜オーバー ザ ナイト〜（1999年、h.m.p/Vアダルトシネマ〈銀河映像〉）
- グラウエンの鳥籠（1999年 - 2000年、バップ）
- 七人のスロッター（2000年） - 露崎光蔵 役
- 美麗女学園 〜バトルレイプ 20人の餌食たち〜（2001年、h.m.p）
- ドサ健 麻雀地獄（2001年、ケイエスエス）
- 鳳1・2（2009年） - 天地会会長 天外綺堂
- 孤独の仁義（2013年） - 磯谷組組長
- 鎧武/ガイム外伝 仮面ライダー斬月/仮面ライダーバロン（2015年、東映ビデオ） - 呉島天樹 役
- 日本抗争烈島 三極志（2019年、オールインエンタテインメント） - 麒麟大学理事長 二ノ宮惣吉 役
- 首領(ドン)（2020年、オールインエンタテインメント） - 大平家具創業者 大平紳助 役（紳一郎の父）
- 日本統一47-52（2021年 - 2022年） - 銀座 東友会会長 津島健次郎 役

### Webドラマ
- 仮面ライダーゴースト 伝説!ライダーの魂! 第2章 「ダブル編」（2016年1月29日） - テラー・ドーパントの声 ※友情出演
- 仮面ライダーBLACK SUN（2022年10月28日、Amazon Prime Video） - 幹事長 役
- First Love 初恋（2022年11月24日、Netflix） - 大河内健三 役[46]

### バラエティ・紀行番組
- ドキュメント71（1971年、日本テレビ）現「NNNドキュメント○○」の前身[47]
- ゲーム ホントにホント?（NHK総合）
- 今夜は最高!（1984年、日本テレビ）
- くらべてみれば サッカーVS野球 2大プロスポーツの魅力（1993年、NHK総合）
- 男たちの風景 〜サッカーから広がる見果てぬ夢の風景（2003年、テレビ東京）
- サッカークラブ世界一決定戦!超驚き感動（秘）映像SP2（2008年12月20日、日本テレビ）
- ぶらり途中下車の旅（2009年1月17日ほか、日本テレビ）
- 経済ドキュメンタリードラマ ルビコンの決断（2010年8月、テレビ東京） - ドラマ編・美土路昌一

### CM
- 宗政酒造 のんのこ
- トヨタホーム
- サントリー「セサミンE」（2009年）
- ブリザード・エンターテイメント「ハースストーン」
- 日本クラウド証券 クラウドバンク「未来の娘」篇（2022年6月 - ）[48]

## 出演（声の出演）

### 吹き替え
- エデンの東 ミニシリーズ - チャールズ：ブルース・ボックスライトナー ※NHK版
- FBI特別捜査官 - ニック・マンクーゾ：ロバート・ロッジア ※NHK版
- ガンジー - マハトマ・ガンジー：ベン・キングズレー ※フジテレビ版
- キャット・ピープル - ポール・ガリエ：マルコム・マクダウェル ※フジテレビ版
- 拳銃無宿 - ジョッシュ・ランダル：スティーブ・マックイーン
- 殺しのリハーサル - ウォルター：ウイリアム･ダニエルズ ※NHK版
- ジャクリーン・ケネディ物語 - ジョン・F・ケネディ：ジェームズ・フランシスカス ※テレビ朝日版
- 将軍 SHŌGUN - アルビト神父：ダミアン・トーマス ※テレビ朝日版
- ディック・フランシス・ミステリー 「注射」 - シド・ハーレー: マイク・グイリム ※NHK版
- 遥かなる西部 - ジャック（ジェイク）・パスキネル ：スティーヴン・マクハティ
- 101匹わんちゃん - コリー：トム・コンウェイ
- ブレードランナー - ロイ・バッティ：ルトガー・ハウアー ※TBSテレビ版
- リッチマン・プアマン - トム・ジョーダッシュ：ニック・ノルティ ※NHK版

### アニメーション
- 映画『天空の城ラピュタ』（1986年） - ムスカ 役[49][50]
- OVA『ワイルド7』（1994年） - 草波勝 役
- 映画『燃える仏像人間』（2013年） - 円汁 役
- テレビアニメ『闇芝居』(2017年）  - 紙芝居屋 役 ※4期4話
- 映画『ブルーサーマル』（2022年） - 監督 役[51]
- 映画『クラメルカガリ』（2024年） - 朽縄 役[52]

### ラジオドラマ
- 羆嵐（1980年3月23日、TBSラジオ）
- FMシアター「秋のレッスン」（2011年8月27日、NHK-FM） - 宗一郎 役

### ナレーション
テレビ番組
- 野生の王国（毎日放送） ※4代目ナレーター
- NHK特集「カメラマン・サワダの戦争〜5万カットのネガは何を語るか〜」（1982年2月26日、NHK総合）[53]
- THEプレゼンター「UFO・最後の真実」 （1995年6月4日、TBS）
- NHKスペシャル（NHK総合）
  - NHKスペシャル 戦争を記録した男たち～ファインダーの中のベトナム戦争～（1991年7月17日）
  - NHKスペシャル 映像記録史 太平洋戦争（1991年）
  - NHKスペシャル 人間は何を食べてきたか～海と川の狩人たち（1992年）
- 巨木に神が蘇（よみがえ）る〜諏訪・御柱祭〜（1998年5月31日、NHK総合）[54][55]
- からだであそぼ（2004年、NHK教育）
- スポーツ大陸 「危険なボランチへの挑戦〜サッカー 遠藤保仁〜」（2009年、NHK総合）
- プレミアム8（2009年、BShi）
- NNNドキュメント（日本テレビ）
  - 「クロスロード 高校サッカー優勝イレブンの歩む道」（2019年1月6日、北日本放送制作）

テレビドラマ
- 荒野の素浪人（1972年、NET）
- 右門捕物帖（1974年、NET）
- お命頂戴!（1981年、テレビ東京）
- 風雲!真田幸村（1989年、テレビ東京）
- 幕府お耳役檜十三郎（1991年、テレビ東京）
- 炎立つ（大河ドラマ）（1993年、NHK総合）
- 織田信長（1994年、テレビ東京）
- 藤沢周平の用心棒日月抄（1997年、テレビ朝日）
- 家康が最も恐れた男 真田幸村（1998年、テレビ東京）
- 木曜時代劇 ぼんくら（2014年、NHK総合）

Vシネマ
- 東京デカメロン（1996年、監修：実相寺昭雄）

映画
- Nile ナイル（1999年）
- すてごろ 梶原三兄弟激動昭和史（2003年、オールイン エンタテインメント）
- 鉄人28号 (映画)（2005年、松竹）

ビデオ
- 怪獣のあけぼの（2005年 - 2006年）※ドキュメンタリーDVD

美術館
- 板橋区立美術館プロモーションビデオ（YouTube板橋区公式チャンネル）※寺田農は板橋出身

### 朗読
- テレビ文学館（1985年、NHK総合）室生犀星『性に目覺める頃』の朗読を担当
- 愛と死（新潮CD）
- 春琴抄（新潮CD）
- D坂の殺人事件（新潮CD）

## 監督作品
- マイ・ブルー・ヘヴン わたし調教されました（1992年、エクセス）
- 実相寺昭雄の不思議館4（1992年、バンダイビジュアル）
- 実相寺昭雄のミステリーファイル3 奇の館（1997年、エアフィールド）

## 著書
- 『寺田農のみのりのナイ話』淡交社、1996年1月15日。ISBN 4-473-01433-9。
- 『寺田農のノウ・ガキ』風塵社、1996年3月。ISBN 4-938733-23-4。

## 連載
- 「本ナビ+1」（『産経新聞』産経新聞社、書評）: 2022年7月14日～2023年10月21日[56]